# Superliga A
Superliga (ros. Баскетбольная Cуперлига) – najwyższa koszykarska klasa rozgrywkowa w Rosji w latach 1991–2010, obecnie II liga rosyjska.
W latach 2010–2013 najwyższą klasą rozgrywkową w tym kraju była Profesjonalna Liga Koszykówki (PBL – ros:Профессиональная баскетбольная лига (ПБЛ)).
Od 2013 roku rolę najwyższej klasy rozgrywkowej w Rosji pełni Zjednoczona Liga VTB, która w wyniku fuzji wchłonęła zespoły istniejącej trzy lata ligi PBL. VTB została oficjalnie zreorganizowana przez federację FIBA Europa we wrześniu 2013 roku. Od tej pory pełni ona funkcję ligi rosyjskiej i jednocześnie międzynarodowej. Federacja FIBA World dokonała  oficjalnej reorganizacji rozrywek obu lig w październiku 2014. Oba procesy były niezbędne, ponieważ uczestniczące w rozgrywkach VTB kluby pochodzą zarówno ze strefy europejskiej, jak i azjatyckiej.

## Zespoły w sezonie 2010/2011
- CSKA Moskwa
- Chimki Moskwa
- Uniks Kazań
- Spartak Petersburg
- Dinamo Moskwa
- Triumf Lubiercy
- Lokomotiw Kubań
- Jenisiej Krasnojarsk
- Krasnyje Krylja Samara
- BC Niżny Nowogród

## Medaliści mistrzostw Rosji w koszykówce
| §          | Oznacza zespół, który wygrał także Puchar Rosji |
| Zespół (X) | Oznacza liczbę tytułów mistrzowskich klubu      |

| Sezon     | Liga              | Mistrz              | Wynik | Wicemistrz         | 3. miejsce         |
| --------- | ----------------- | ------------------- | ----- | ------------------ | ------------------ |
| 1991–92   | Superliga A       | CSKA Moskwa (1)     |       | CSK VVS Samara     | Awtodor Saratów    |
| 1992–93   | Superliga A       | CSKA Moskwa (2)     |       | Spartak Petersburg | CSK VVS Samara     |
| 1993–94   | Superliga A       | CSKA Moskwa (3)     |       | Awtodor Saratów    | CSK VVS Samara     |
| 1994–95   | Superliga A       | CSKA Moskwa (4)     |       | Dinamo Moskwa      | CSK VVS Samara     |
| 1995–96   | Superliga A       | CSKA Moskwa (5)     | 3–2   | Dinamo Moskwa      | Awtodor Saratów    |
| 1996–97   | Superliga A       | CSKA Moskwa (6)     |       | Awtodor Saratów    | CSK VVS Samara     |
| 1997–98   | Superliga A       | CSKA Moskwa (7)     | 3–1   | Awtodor Saratów    | CSK VVS Samara     |
| 1998–99   | Superliga A       | CSKA Moskwa (8)     | 2–0   | Awtodor Saratów    | Arsenal            |
| 1999–2000 | Superliga A       | CSKA Moskwa (9)     | 3–0   | Ural Great Perm    | Uniks Kazań        |
| 2000–01   | Superliga A       | Ural Great Perm (1) | 3–0   | Uniks Kazań        | Lokomotiw Kubań    |
| 2001–02   | Superliga A       | Ural Great Perm (2) | 3–1   | Uniks Kazań        | Lokomotiw Kubań    |
| 2002–03   | Superliga A       | CSKA Moskwa§ (10)   | 3–1   | Ural Great Perm    | Uniks Kazań        |
| 2003–04   | Superliga A       | CSKA Moskwa (11)    | 3–1   | Uniks Kazań        | Dinamo Moskwa      |
| 2004–05   | Superliga A       | CSKA Moskwa§ (12)   | 3–¡   | Dinamo Moskwa      | Uniks Kazań        |
| 2005–06   | Superliga A       | CSKA Moskwa§ (13)   | 3–0   | Chimki             | Dinamo Petersburg  |
| 2006–07   | Superliga A       | CSKA Moskwa§ (14)   | 3–0   | Uniks Kazań        | Chimki             |
| 2007–08   | Superliga A       | CSKA Moskwa (15)    | 3–0   | Chimki             | Dinamo Moskwa      |
| 2008–09   | Superliga A       | CSKA Moskwa (16)    | 3–1   | Chimki             | Uniks Kazań        |
| 2009–10   | Superliga A       | CSKA Moskwa§ (17)   | 3–0   | Chimki             | Uniks Kazań        |
| 2010–11   | PBL               | CSKA Moskwa (18)    | 3–1   | Chimki             | Uniks Kazań        |
| 2011–12   | PBL               | CSKA Moskwa (19)    | 2–0   | Chimki             | Lokomotiw Kubań    |
| 2012–13   | PBL               | CSKA Moskwa (20)    | bd    | Chimki             | Spartak Petersburg |
| 2013–14   | VTB United League | CSKA Moskwa (21)    | 3–0   | Niżny Nowogród     | Uniks Kazań        |
| 2014–15   | VTB United League | CSKA Moskwa (22)    | 3–0   | Chimki             | Lokomotiw Kubań    |
| 2015–16   | VTB United League | CSKA Moskwa (23)    | 3–1   | Uniks Kazań        | Zenit Petersburg   |
| 2016–17   | VTB United League | CSKA Moskwa (24)    | 3–0   | Chimki             | Zenit Petersburg   |
| 2017–18   | VTB United League | CSKA Moskwa (25)    | 95–84 | Chimki             | Zenit Petersburg   |

## Mistrzowie Superligi A
| - 1992 CSKA Moskwa - 1993 CSKA Moskwa - 1994 CSKA Moskwa - 1995 CSKA Moskwa - 1996 CSKA Moskwa - 1997 CSKA Moskwa - 1998 CSKA Moskwa - 1999 CSKA Moskwa - 2000 CSKA Moskwa - 2001 Ural Great Perm - 2002 Ural Great Perm - 2003 CSKA Moskwa - 2004 CSKA Moskwa - 2005 CSKA Moskwa - 2006 CSKA Moskwa - 2007 CSKA Moskwa - 2008 CSKA Moskwa - 2009 CSKA Moskwa - 2010 CSKA Moskwa | - 2011 Spartak Primorje - 2012 Ural Jekaterynburg - 2013 Ural Jekaterynburg - 2014 Awtodor Saratów - 2015 Nowosibirsk - 2016 Jużno-Sachalinsk Sachalin - 2017 Uniwiersitiet Jugra Surgut - 2018 Spartak Primorje - 2019 Samara |

## Medaliści Superligi A w II klasie rozgrywkowej
| Sezon   | Mistrz                     | Wicemistrz                | 3. miejsce                |
| ------- | -------------------------- | ------------------------- | ------------------------- |
| 2010–11 | Spartak Primorje           | Uniwersytet Ugra (Surgut) | Ruscon-Mordowia (Sarańsk) |
| 2011–12 | Ural Jekaterynburg         | Uniwersytet Ugra (Surgut) | Riazań                    |
| 2012–13 | Ural Jekaterynburg         | Uniwersytet Ugra (Surgut) | Awtodor Saratów           |
| 2013–14 | Awtodor Saratów            | Uniwersytet Ugra (Surgut) | Spartak Primorje          |
| 2014–15 | Nowosibirsk                | Spartak Primorje          | Dinamo Moskwa             |
| 2015–16 | Jużno-Sachalinsk Sachalin  | Tiemp-SUMZ-UGMK Riewda    | Parma Basket              |
| 2016–17 | Uniwiersitiet Jugra Surgut | Irkut Irkuck              | Spartak Primorje          |
| 2017–18 | Spartak Primorje           | Samara                    | Tiemp-SUMZ-UGMK Riewda    |
| 2018–19 | Samara                     | Spartak Petersburg        | Tiemp-SUMZ-UGMK Riewda    |